# Радужный флешмоб

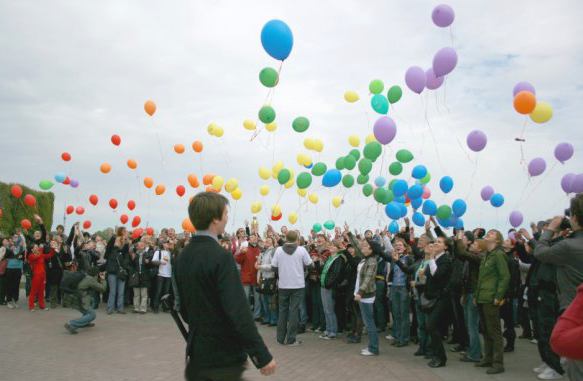
Радужный флешмоб в Санкт-Петербурге. 2009.

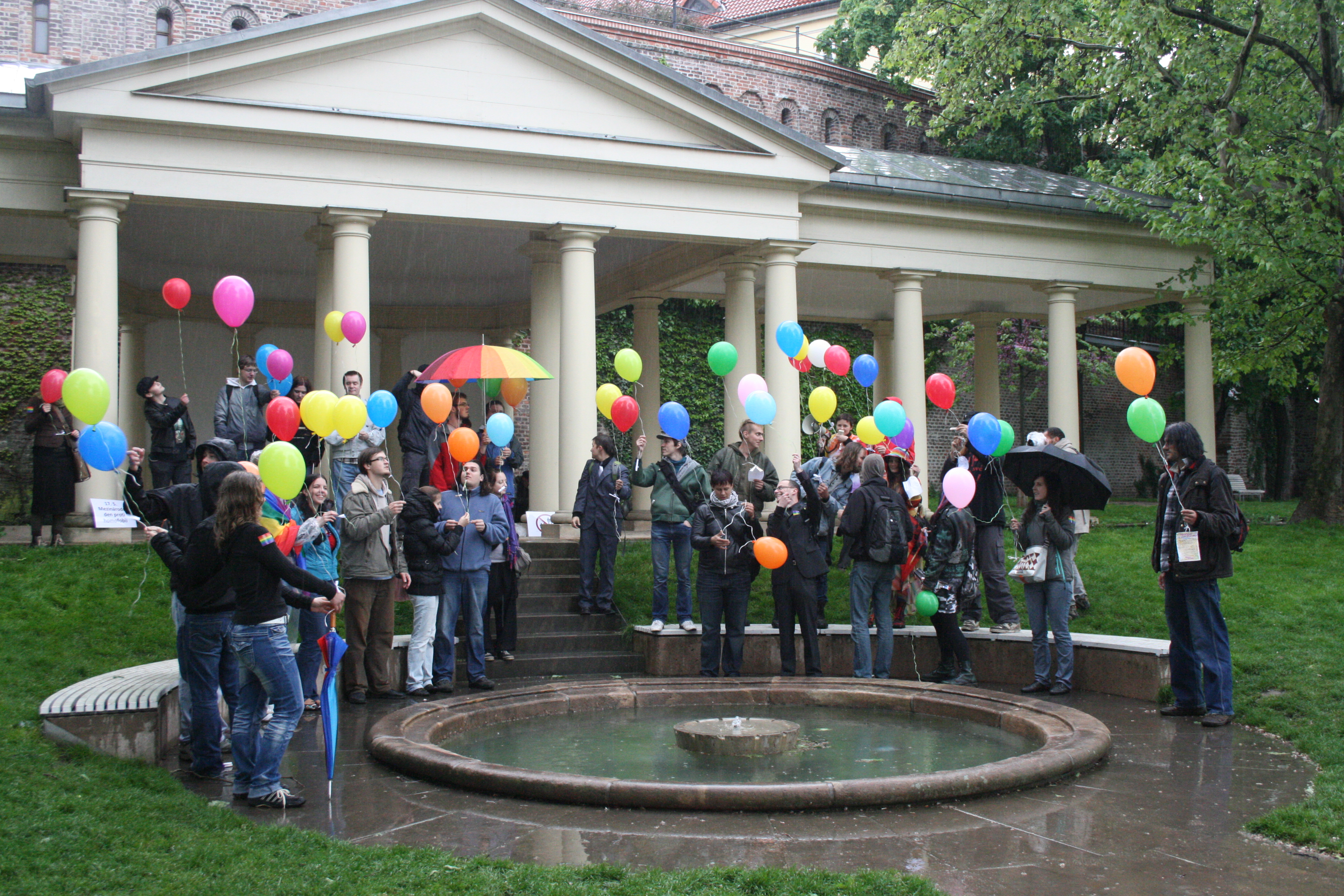
Радужный флешмоб в Брно. 2010.

Радужный флешмоб (англ. rainbow flash mob) — международная акция, приуроченная к Международному дню борьбы с гомофобией и трансфобией (17 мая), в этот день в 1990 году Всемирная организация здравоохранения исключила гомосексуальность из списка психических заболеваний. Была придумана немецким ЛГБТ-активистом, одним из основателей берлинской русскоязычной ЛГБТ-организации Quarteera Иваном Кильбером в 2009 году.
Для участия в акции необходимо написать послание на открытке, привязать её к воздушному шарику, запустить в небо над своим населённым пунктом и сфотографировать. В 2009 году радужный флешмоб состоялся в тридцати городах мира, в том числе при поддержке Российской ЛГБТ-сети в Санкт-Петербурге, Москве, Тюмени, Иваново, Волгограде, Ростове-на-Дону, Набережных Челнах, Кемерово, Томске, Омске, Екатеринбурге, Казани, Брянске, Ижевске, Хабаровске, Уфе, Пензе, Челябинске, Перми, Самаре, Саратове, Тольятти, Архангельске, Гамбурге, Ванкувере. Отчёт о Радужном Флешмобе опубликован на официальном сайте организации «Дня борьбы с гомофобией IDAHO»
На момент августа 2009 года Радужный флешмоб — самая массовая общероссийская акция геев и лесбиянок.